# 클로흐루
클로흐루(아일랜드어: Clothru)는 중세 아일랜드 전설의 아르드리 오후 페들레크의 딸이다. 그녀의 세 형제 핀뎀나(나르, 브레스, 로하르)가 아버지 오후에게 왕위를 요구하며 도전했을 때 그녀는 형제들이 몰살당해 대가 끊길 것을 염려하여 세 형제를 모두 유혹해 그들의 씨를 받고 루가드 리어브 은데르그를 잉태했다.
다음날 벌어진 전투에서 과연 핀뎀나 삼형제는 몰살당했고, 이후 태어난 루가드가 그들의 자식이 되었다. 루가드는 목과 허리에 붉은 줄이 나 있었는데, 목 위로는 나르를 닮았고 목과 허리 사이는 브레스를 닮았고 허리 아래는 로하르를 닮았다. 이에 루가드는 "붉은 줄이 그어진"이라는 뜻의 "리어브 은데르그"라는 이명을 얻었다.
루가드는 나중에 아르드리에 즉위했고, 이로써 클로흐루의 근친상간은 대를 잇는다는 목적을 달성했다. 또한 클로흐루는 아들인 루가드와도 동침하여 크림한 니어 나르를 낳았으며, 크림한 역시 나중에 아르드리가 되었다. 즉 클로흐루는 루가드의 어머니이자 고모이고 크림한의 할머니이자 어머니가 된다.